# 주방언
주방언(周邦彦, 1056년 ~ 1121년)은 중국 북송때의 문학가이다. 자는 미성(美成), 호는 청진거사(淸眞居士)이다.

## 생애
북송때 전당(錢塘)지방 출신이다 인종때인 가우(嘉祐)원년에 태어나 송 신종때 변도부(汴都賦)를 써서 바치고, 이를 인정받아 태학정(太學正)이 되었다. 휘종대에 이르러 대성부제거(大晟府提擧)를 지냈으며 얼마 지나지 않아 66세의 나이로 사망하였다.

## 작품
그의 사(詞)는 격률이 무첨 엄밀한 편이였다. 저서로는 편옥사(片玉詞) 3권이 전해 온다.